# Campeonato Mundial de Ciclismo en Ruta de 1946

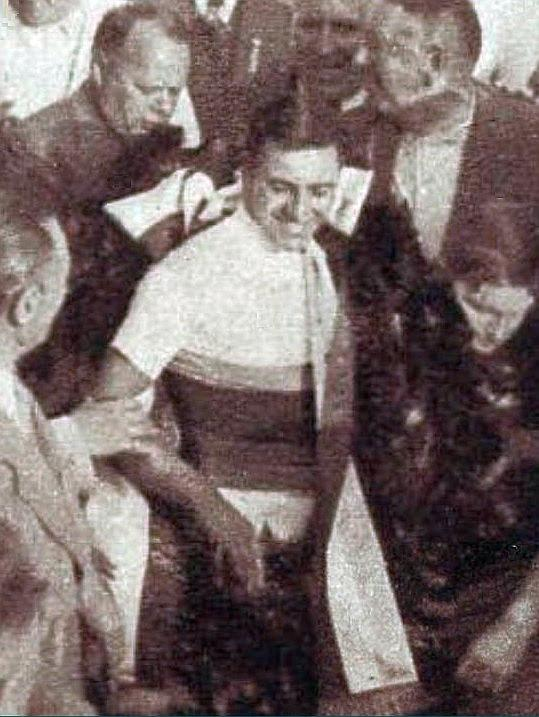
Hans Knecht ganador en el Campeonato del Mundo de 1946.

Los Campeonatos del mundo de ciclismo en ruta de 1946 se celebró en la localidad suiza de Zúrich el 1 de septiembre de 1946. 

## Resultados
| Evento                     | Oro                 | Oro        | Plata                  | Plata | Bronce                         | Bronce |
| -------------------------- | ------------------- | ---------- | ---------------------- | ----- | ------------------------------ | ------ |
| Pruebas masculinas         |                     |            |                        |       |                                |        |
| Hombres - carrera en línea | Hans Knecht · Suiza | 7h 24' 28" | Marcel Kint · Bélgica  | + 10" | Rik van Steenbergen · Bélgica  | + 59"  |
| Amateur - carrera en línea | Henry Aubry Francia | 5h 21' 41" | Ernst Stettler · Suiza | -     | Henri van Kerckhoven · Bélgica | -      |